# Morpho rhetenor
De Morpho rhetenor is een vlinder uit de onderfamilie Satyrinae. De vlinder werd voor het eerst beschreven door Pieter Cramer in zijn vierdelige boekenreeks Uitlandsche Kapellen, voorkomende in de drie Waereld-Deelen Asia, Africa en America.

## Kenmerken
De mannetjes hebben felblauwe vleugels, die door de structuur van de vleugels en niet pigment wordt veroorzaakt. Van het invallende licht wordt alleen het blauwe licht weerkaatst. De onderzijde van de vleugels bevat een bruin vlekkenpatroon. Vrouwtjes zijn bruin met een kleine blauwe rand. De vlinder heeft een spanwijdte tussen de 100 en 140 millimeter. 

## Leefwijze
De vlinder drinkt sappen van rottend fruit en beschadigde bomen.

## Verspreiding en leefgebied
Deze vlindersoort komt voor in het noorden van Zuid-Amerika, met name in Colombia, Peru, Venezuela, Ecuador en Suriname.

## De rups en zijn waardplanten
De rupsen leven van Macrolobium bifolium en andere grassoorten.